# عوارض بارداری
عوارض بارداری مشکلات سلامتی هستند که با بارداری مرتبط هستند. عوارضی که عمدتاً در حین زایمان رخ می‌دهد، عوارض زایمان و مشکلاتی که عمدتاً بعد از زایمان ایجاد می‌شوند، اختلالات دوران پس از زایمان نامیده می‌شوند. عوارض شدید بارداری، زایمان و دوران پس از زایمان در ۱٫۶ درصد از مادران در ایالات متحده، و در ۱٫۵ درصد از مادران در کانادا وجود دارد. در دوره بلافاصله پس از زایمان (نفاس)، ۸۷٪ تا ۹۴٪ از زنان حداقل یک مشکل سلامتی را گزارش می‌کنند. ۳۱ درصد از زنان، مشکلات سلامتی طولانی مدت (که پس از شش ماه پس از زایمان ادامه می‌یابند) گزارش شده‌است.
در سال ۲۰۱۶، عوارض بارداری، زایمان و نفاس منجر به مرگ ۲۳۰۶۰۰ نفر در جهان شد که نسبت به ۳۷۷۰۰۰ مرگ در سال ۱۹۹۰ کاهش داشت. شایع‌ترین علل مرگ و میر مادران، خونریزی مادر، عفونت‌های پس از زایمان از جمله سپتیسمی مادر، پرفشاری خون در دوران بارداری، زایمان انسدادی و حاملگی با پیامد سقط جنین است که شامل سقط جنین، حاملگی خارج از رحم و سقط جنین انتخابی است.
یکی از عوارض بارداری دیابت بارداری است و روند رو به افزایش چاقی در زنان، این امر را به عنوان یک عامل خطر برای ایجاد آن تبدیل می‌کند. چاقی همچنین یک عامل خطر برای پره اکلامپسی است. هیچ تمایز واضحی بین عوارض بارداری و علائم و ناراحتی‌های بارداری وجود ندارد. با این حال، دومی به‌طور قابل توجهی در فعالیت‌های زندگی روزمره تداخل نمی‌کند یا تهدید قابل توجهی برای سلامت مادر یا نوزاد ایجاد نمی‌کند. با این حال، در برخی موارد، همان ویژگی اصلی بسته به شدت می‌تواند به عنوان یک ناراحتی یا یک عارضه ظاهر شود. به عنوان مثال، حالت تهوع خفیف ممکن است صرفاً یک ناراحتی باشد (تهوع صبحگاهی)، اما اگر شدید و همراه با استفراغ باشد که باعث عدم تعادل آب و الکترولیت شود، می‌تواند به عنوان یک عارضه بارداری (تهوع و استفراغ شدید بارداری) طبقه‌بندی شود.

## مشکلات مادری
مشکلات زیر از مادر منشأ می‌گیرد، اما ممکن است عواقب جدی برای جنین نیز داشته باشد.

### دیابت بارداری
دیابت بارداری زمانی است که یک زن، بدون تشخیص قبلی دیابت، در طول بارداری دچار قند خون بالا شود. بسیاری از عوامل خطر غیرقابل اصلاح و قابل تعدیل وجود دارد که منجر به توسعه این عارضه می‌شود. عوامل خطر غیرقابل اصلاح شامل سابقه خانوادگی دیابت، سن بالای مادر و قومیت است. عوامل خطر قابل تغییر عبارتند از چاقی مادر. تقاضا برای انسولین در دوران بارداری افزایش می‌یابد که منجر به افزایش تولید انسولین از سلول‌های بتای پانکراس می‌شود. افزایش تقاضا در نتیجه افزایش دریافت کالری و افزایش وزن مادر و افزایش تولید پرولاکتین و هورمون رشد است. دیابت بارداری خطر عوارض بعدی مادر و جنین مانند ایجاد پره اکلامپسی، نیاز به زایمان سزارین، زایمان زودرس، پلی هیدرآمنیوس، ماکروزومی، دیستوشی شانه، هیپوگلیسمی جنین، هیپربیلی روبینمی و پذیرش در بخش مراقبت‌های ویژه نوزادان را افزایش می‌دهد. افزایش خطر با میزان کنترل دیابت بارداری در دوران بارداری با کنترل ضعیف همراه با پیامدهای بدتر مرتبط است. یک رویکرد چند رشته‌ای برای درمان دیابت بارداری استفاده می‌شود و شامل نظارت بر سطح گلوکز خون، تغییرات تغذیه ای و رژیم غذایی، تغییرات سبک زندگی مانند افزایش فعالیت بدنی، مدیریت وزن مادر، و داروهایی مانند انسولین است.

### استفراغ تند بارداری
تهوع و استفراغ شدید بارداری (هایپراِمِسیس گراویداروم) وجود استفراغ شدید و مداوم است که باعث کم‌آبی بدن و کاهش وزن می‌شود. این بیماری مشابه حالت تهوع است، اگرچه شدیدتر از حالت تهوع صبحگاهی معمول است. تخمین زده می‌شود که ۰٫۳ تا ۳٫۶ درصد از زنان باردار را تحت تأثیر قرار دهد و بیشترین عامل بستری شدن در بیمارستان زیر ۲۰ هفته بارداری است. اغلب، علائم تهوع و استفراغ در دوران بارداری در سه‌ماهه اول برطرف می‌شود، با این حال، برخی همچنان علائم را تجربه می‌کنند. حالت تهوع با معیارهای زیر تشخیص داده می‌شود:
بیش از ۳ بار استفراغ در روز، کتونوری و کاهش وزن بیش از ۳ کیلوگرم یا ۵ درصد وزن بدن.
چندین عامل خطر غیرقابل تغییر و اصلاح وجود دارد که زنان را مستعد ابتلا به این بیماری می‌کند، مانند جنین دختر، سابقه بیماری روانی، BMI بالا یا پایین قبل از بارداری، سن جوان، قومیت آفریقایی آمریکایی یا آسیایی، دیابت نوع یک، حاملگی چند قلویی. و سابقه بارداری متأثر از استفراغ باروری. در حال حاضر هیچ مکانیسم شناخته شده‌ای برای علت این وضعیت وجود ندارد. این عارضه می‌تواند باعث کمبود تغذیه، افزایش وزن کم بارداری، کم‌آبی بدن و اختلالات ویتامین، الکترولیت و اسید پایه در مادر شود. نشان داده شده‌است که باعث وزن کم هنگام تولد، زایمان زودرس و نمره آپگار ضعیف در نوزاد می‌شود. درمان این عارضه بر پیشگیری از آسیب به جنین و در عین حال بهبود علائم تمرکز دارد و معمولاً شامل جایگزینی مایعات و مصرف وعده‌های غذایی کوچک، مکرر و ملایم است. درمان‌های خط اول شامل زنجبیل و طب سوزنی است. درمان‌های خط دوم شامل ویتامین B6 +/- داکسیلامین، آنتی هیستامین‌ها، آنتاگونیست‌های دوپامین و آنتاگونیست‌های سروتونین است. درمان‌های خط سوم شامل کورتیکواستروئیدها، کلونیدین ترانس درمال و گاباپنتین است. درمان‌های انتخاب شده به شدت علائم و پاسخ به درمان‌ها بستگی دارد.

### درد کمربند لگنی
اختلال درد کمربند لگنی (PGP) دردی است که در ناحیه بین تاج ایلیاک خلفی و چین گلوتئال پس از زایمان ایجاد می‌شود که به دلیل بی‌ثباتی و محدودیت تحرک ایجاد می‌شود. این بیماری با درد سمفیز شرمگاهی و گاهی با درد در پایین باسن و ران همراه است. برای اکثر افراد باردار، PGP در عرض سه ماه پس از زایمان برطرف می‌شود، اما برای برخی می‌تواند سال‌ها ادامه داشته باشد و در نتیجه تحمل فعالیت‌های تحمل وزن کاهش می‌یابد. PGP حدود ۴۵٪ از افراد را در طول بارداری تحت تأثیر قرار می‌دهد: ۲۵٪ درد شدید و ۸٪ به شدت ناتوان هستند. عوامل خطر برای ایجاد عوارض عبارتند از: افزایش BMI، کار شدید فیزیکی، سیگار کشیدن، دیسترس، سابقه ترومای کمر و لگن و سابقه قبلی درد لگن و کمر. این سندرم ناشی از رشد رحم در دوران بارداری است که باعث افزایش استرس در ناحیه کمر و لگن مادر می‌شود و در نتیجه تغییرات وضعیتی و کاهش قدرت عضلات کمری لگن را به همراه دارد که منجر به بی‌ثباتی و درد لگن می‌شود. مشخص نیست که آیا هورمون‌های خاص در بارداری با ایجاد عوارض مرتبط هستند یا خیر. PGP می‌تواند منجر به کیفیت پایین زندگی، استعداد ابتلا به سندرم درد مزمن، مرخصی طولانی مدت از کار و ناراحتی روانی اجتماعی شود. بسیاری از گزینه‌های درمانی بر اساس شدت علائم در دسترس هستند. گزینه‌های درمانی غیرتهاجمی شامل اصلاح فعالیت، لباس‌های حمایتی لگن، بی‌دردی با یا بدون دوره‌های کوتاه استراحت در بستر، و فیزیوتراپی برای افزایش قدرت عضلات گلوتئال و عضله‌های مجاور و کاهش استرس بر ستون فقرات کمری است. اگر تمام روش‌های درمانی دیگر شکست خورده و علائم شدید باشند، درمان تهاجمی جراحی آخرین خط درمان محسوب می‌شود.

### فشار خون بالا
حالت‌های پرفشاری شدید بالقوه بارداری عمدتاً عبارتند از:
- پره اکلامپسی - فشار خون بارداری، پروتئینوری (بیش از ۳۰۰ میلی‌گرم)، و ادم. پره اکلامپسی شدید شامل فشار خون بالای ۱۶۰/۱۱۰ (با علائم اضافی) است. ۵ تا ۸ درصد از بارداری‌ها را تحت تأثیر قرار می‌دهد.
- اکلامپسی - تشنج در یک بیمار پره اکلامپسی، حدود ۱٫۴ درصد از بارداری‌ها را تحت تأثیر قرار می‌دهد.[۱۷]
- پرفشاری خون بارداری می‌تواند بعد از ۲۰ هفته ایجاد شود، اما علائم دیگری ندارد و بعداً خودش را نشان می‌دهد، اما می‌تواند به پره اکلامپسی تبدیل شود.[۱۸]
- نشانگان هلپ - کم خونی همولیتیک، افزایش آنزیم‌های کبدی و تعداد کم پلاکت‌ها. بروز ۰٫۵–۰٫۹٪ از تمام حاملگی‌ها گزارش شده‌است.[۱۹]
- کبد چرب حاد بارداری گاهی در طیف پره اکلامپسی قرار می‌گیرد. تقریباً در یک مورد از هر ۷۰۰۰ تا ۱ در ۱۵۰۰۰ بارداری رخ می‌دهد.[۲۰][۲۱]

### ترومبوآمبولی وریدی
ترومبوز سیاهرگی عمقی (DVT)، شکلی از ترومبوآمبولی وریدی (VTE)، بروز ۰٫۵ تا ۷ در هر ۱۰۰۰ بارداری دارد و دومین علت شایع مرگ مادران در کشورهای توسعه یافته پس از خونریزی است.

### کم خونی
سطح هموگلوبین در سه‌ماهه سوم پایین‌تر است. بر اساس برآوردهای سازمان ملل متحد (UN)، تقریباً نیمی از افراد باردار در سراسر جهان به کم خونی مبتلا می‌شوند. شیوع کم خونی در دوران بارداری از ۱۸ درصد در کشورهای توسعه یافته تا ۷۵ درصد در جنوب آسیا متفاوت است.
درمان با توجه به شدت کم‌خونی متفاوت است و می‌توان با افزایش غذاهای حاوی آهن، قرص‌های آهن خوراکی یا استفاده از آهن تزریقی استفاده کرد.

### عفونت
یک زن باردار بیشتر مستعد ابتلا به برخی عفونت‌ها است. این افزایش خطر ناشی از افزایش تحمل ایمنی در بارداری برای جلوگیری از واکنش ایمنی علیه جنین و همچنین تغییرات فیزیولوژیکی ثانویه مادر از جمله کاهش حجم تنفسی و احتباس ادرار به دلیل بزرگ شدن رحم است. به عنوان مثال، آنفولانزا، هپاتیت E، هرپس سیمپلکس و مالاریا، افراد باردار به شدت تحت تأثیر قرار می‌گیرند. شواهد برای کوکسیدیومایکوزیس، سرخک، آبله و واریسلا محدودتر است. ماستیت یا التهاب پستان در ۲۰ درصد از افراد شیرده رخ می‌دهد.
برخی از عفونت‌ها به صورت عمودی قابل انتقال هستند، به این معنی که می‌توانند کودک را نیز تحت تأثیر قرار دهند.

### کاردیومیوپاتی حوالی زایمان
کاردیومیوپاتی حوالی زایمان نارسایی قلبی ناشی از کاهش کسر جهشی بطن چپ (LVEF) به کمتر از ۴۵ درصد است که در اواخر بارداری یا چند ماه پس از زایمان رخ می‌دهد. علائم عبارتند از تنگی نفس در موقعیت‌های مختلف و/یا با تلاش، خستگی، ادم پدال و سفتی قفسه سینه. عوامل خطر مرتبط با ایجاد این عارضه عبارتند از سن مادر بالای ۳۰ سال، حاملگی چند قلو، سابقه خانوادگی کاردیومیوپاتی، تشخیص قبلی کاردیومیوپاتی، پره اکلامپسی، فشار خون بالا و نسب آفریقایی. پاتوژنز کاردیومیوپاتی حوالی زایمان هنوز شناخته نشده‌است، با این حال، پیشنهاد می‌شود که علل بالقوه چند عاملی می‌تواند شامل فرآیندهای خودایمنی، میوکاردیت ویروسی، کمبودهای تغذیه ای و حداکثر تغییرات قلبی عروقی باشد که در طی آن پیش بار قلبی افزایش می‌یابد. کاردیومیوپاتی حین زایمان می‌تواند منجر به عوارض زیادی مانند ایست قلبی ریوی، ادم ریوی، ترومبوآمبولی، آسیب مغزی و مرگ شود. درمان این عارضه شباهت زیادی به درمان بیماران نارسایی قلبی بدون بارداری دارد، اما ایمنی جنین باید در اولویت قرار گیرد. به عنوان مثال، برای ضد انعقاد به دلیل افزایش خطر ترومبوآمبولی، به جای وارفارین که از جفت عبور می‌کند، از هپارین با وزن مولکولی کم که برای استفاده در دوران بارداری بی خطر است، استفاده می‌شود.

### کم‌کاری تیروئید
کم‌کاری تیروئید (که معمولاً توسط تیروئیدیت هاشیموتو ایجاد می‌شود) یک بیماری خود ایمنی است که تیروئید را با ایجاد سطوح پایین هورمون تیروئید تحت تأثیر قرار می‌دهد. علائم کم‌کاری تیروئید می‌تواند شامل انرژی کم، عدم تحمل سرما، گرفتگی عضلات، یبوست و مشکلات حافظه و تمرکز باشد. این بیماری با وجود سطوح بالای هورمون تحریک کننده تیروئید یا TSH تشخیص داده می‌شود. بیماران مبتلا به TSH بالا و کاهش سطح تیروکسین آزاد یا T4 به عنوان کم‌کاری تیروئید آشکار در نظر گرفته می‌شوند. در حالی که آنهایی که TSH بالا و سطح T4 آزاد طبیعی دارند، کم‌کاری تیروئید تحت بالینی در نظر گرفته می‌شوند. عوامل خطر برای ایجاد کم‌کاری تیروئید در دوران بارداری عبارتند از: کمبود ید، سابقه بیماری تیروئید، گواتر قابل مشاهده، علائم کم‌کاری تیروئید، سابقه خانوادگی بیماری تیروئید، سابقه دیابت نوع ۱ یا شرایط خودایمنی، و سابقه ناباروری یا از دست دادن جنین. هورمون‌های مختلف در دوران بارداری بر تیروئید تأثیر می‌گذارد و نیاز به هورمون تیروئید را افزایش می‌دهد. به عنوان مثال، در دوران بارداری، افزایش دفع ید از طریق ادرار و همچنین افزایش گلوبولین باندینگ تیروکسین و تخریب هورمون تیروئید وجود دارد که همگی باعث افزایش نیاز به هورمون تیروئید می‌شوند. این وضعیت می‌تواند در دوران بارداری تأثیر عمیقی بر مادر و جنین بگذارد. نوزاد ممکن است به‌طور جدی تحت تأثیر قرار گرفته و دارای انواع نقایص مادرزادی باشد. عوارض در مادر و جنین می‌تواند شامل پره اکلامپسی، کم خونی، سقط جنین، وزن کم هنگام تولد، تولد نوزاد مرده، نارسایی احتقانی قلب، اختلال در رشد عصبی ذهنی و در صورت شدید، سندرم کمبود مادرزادی ید باشد. این عارضه با مکمل ید، لووتیروکسین که نوعی جایگزینی هورمون تیروئید است و نظارت دقیق بر عملکرد تیروئید درمان می‌شود.

## مشکلات جنین و جفت
مشکلات زیر در جنین یا جفت رخ می‌دهد، اما ممکن است عواقب جدی برای مادر نیز داشته باشد.

### حاملگی خارج رحمی
حاملگی خارج از رحم لانه گزینی جنین در خارج از رحم است.
- ناشی از: ناشناخته، اما عوامل خطر شامل سیگار کشیدن، سن بالای مادر، و جراحی قبلی یا ضربه به لوله‌های فالوپ است.
- عوامل خطر عبارتند از بیماری التهابی لگن درمان نشده، که احتمالاً به دلیل اسکار لوله فالوپ است.[۳۱]
- درمان: در بیشتر موارد، لاپاروسکوپی برای خارج کردن جنین همراه با لوله فالوپ باید انجام شود. اگر بارداری خیلی زود باشد، ممکن است خود به خود برطرف شود یا می‌توان با متوترکسات، یک داروی سقط جنین، آن را درمان کرد.[۳۲]

### سقط جنین
سقط جنین از دست دادن بارداری قبل از هفته بیستم است. در بریتانیا سقط جنین به عنوان از دست دادن بارداری در ۲۳ هفته اول تعریف می‌شود.
تقریباً ۸۰ درصد از از دست دادن بارداری در سه‌ماهه اول اتفاق می‌افتد و خطر آن پس از ۱۲ هفته بارداری کاهش می‌یابد. سقط‌های خود به خودی را می‌توان به سقط جنین‌های کامل، اجتناب ناپذیر، فراموش شده و تهدید شده تقسیم کرد:
- کامل: خونریزی واژینال به دنبال عبور کامل محصولات بارداری از دهانه رحم رخ می‌دهد.
- اجتناب ناپذیر: خونریزی واژن رخ می‌دهد. سیستم دهانه رحم بسته‌است که نشان می‌دهد محصولات بارداری در آینده نزدیک از بین خواهند رفت.
- از دست رفته: خونریزی واژینال رخ می‌دهد و برخی از محصولات حاملگی ممکن است از دهانه رحم عبور کرده باشند. دهانه رحم بسته‌است و سونوگرافی یک جنین غیرقابل زنده ماندن و محصولات باقی مانده از بارداری را نشان می‌دهد.
- در معرض خطر: خونریزی واژن رخ می‌دهد. دهانه رحم بسته‌است و سونوگرافی یک جنین زنده را نشان می‌دهد.

### مرده زایی
مرده زایی به عنوان از دست دادن یا مرگ جنین بعد از هفته بیستم بارداری تعریف می‌شود. مرده زایی زودهنگام بین هفته ۲۰ تا ۲۷ بارداری است در حالی که مرده زایی دیرهنگام بین هفته‌های ۲۸ تا ۳۶ بارداری است. مرده زایی مدت زمانی است که جنین در ۳۷ هفتگی و بالاتر می‌میرد.
- اپیدمیولوژی: سالانه بیش از ۲ میلیون مرده زایی وجود دارد و در هر ۱۰۰۰ تولد حدود ۶ مرده زایی (۰٫۶٪) وجود دارد[۳۷]
- تظاهرات بالینی: تغییرات رفتاری جنین مانند کاهش حرکات یا از دست دادن حس جنین ممکن است نشان دهنده مرده زایی باشد، اما تظاهرات می‌تواند بسیار متفاوت باشد.
- عوامل خطر: وزن مادر، سن و سیگار کشیدن، و همچنین دیابت یا فشار خون مادر از قبل وجود داشته‌است[۳۸]
- درمان: اگر جنین قبل از زایمان اتفاق بیفتد، گزینه‌های درمانی شامل زایمان القایی یا سزارین است. در غیر این صورت، مرده زایی می‌تواند با زایمان طبیعی از بین برود.

### جدا شدن جفت
جداشدگی جفت که به عنوان جدا شدن جفت از رحم قبل از زایمان تعریف می‌شود، یکی از دلایل اصلی خونریزی واژینال در سه‌ماهه سوم بارداری است و حدود ۱ درصد از بارداری‌ها را پیچیده می‌کند.
- علائم بالینی از بدون علامت تا خونریزی واژینال و درد شکم به‌طور گسترده‌ای متفاوت است.
- عوامل خطر: سقط قبلی، سیگار کشیدن، تروما، مصرف کوکائین، حاملگی چند جنینی، فشار خون بالا، پره اکلامپسی، ترومبوفیلی، سن بالای مادر، پارگی زودرس پرده‌ها، عفونت‌های داخل رحمی و هیدروآمنیوس.
- درمان: اگر جنین بالغ است (۳۶ هفته یا بیشتر)، یا اگر جنین کوچک یا مادر در مضیقه باشد، زایمان فوری. در موارد کمتر شدید با جنین‌های نابالغ، وضعیت ممکن است در بیمارستان تحت نظر باشد و در صورت لزوم درمان شود.

### جفت سرراهی
جفت سرراهی وضعیتی است که زمانی رخ می‌دهد که جفت به‌طور کامل یا تا حدی دهانه رحم را بپوشاند. جفت سرراهی را می‌توان به سرراهی کامل، سرراهی جزئی، سرراهی حاشیه‌ای و جفت کم ارتفاع، بسته به میزان پوشش دهی داخل دهانه رحم، دسته‌بندی کرد. جفت سرراهی با سونوگرافی تشخیص داده می‌شود، چه در طی یک معاینه معمولی یا پس از یک دوره خونریزی غیرطبیعی واژن. بیشتر تشخیص جفت سرراهی در سه‌ماهه دوم بارداری اتفاق می‌افتد.
- عوامل خطر: زایمان سزارین قبلی، ختم بارداری، جراحی داخل رحمی، سیگار کشیدن، حاملگی چند جنینی، افزایش باروری، سن مادر.[۴۲]

### چسبندگی جفت
چسبندگی جفت چسبیدن غیرطبیعی جفت به دیواره رحم است. به‌طور خاص، چسبندگی جفت شامل چسبیدن غیرطبیعی تروفوبلاست جفت به میومتر رحم است.
عوامل خطر چسبندگی جفت شامل جفت سرراهی، افزایش غیرطبیعی AFP سه‌ماهه دوم و سطح β-hCG آزاد، و سن حاملگی پیشرفته والدین، به ویژه بالای ۳۵ سال است علاوه بر این، زایمان سزارین قبلی یکی از شایع‌ترین عوامل خطر چسبندگی جفت است که به دلیل وجود اسکار رحمی منجر به جداسازی غیرطبیعی جفت می‌شود.
به دلیل چسبیدن غیرطبیعی جفت به دیواره رحم، زایمان سزارین و همچنین هیسترکتومی سزارین اغلب اندیکاسیون دارد.

### حاملگی چند قلو
تولدهای چند قلو ممکن است تک کوریونی شوند و کوریون مشترکی داشته باشند و در نتیجه خطر سندرم انتقال خون دوقلو به دوقلو را به همراه داشته باشد. چندقلوهای مونوکورونیک حتی ممکن است تک آمنیوتیک شوند و کیسه آمنیوتیک مشابهی داشته باشند و در نتیجه خطر فشردگی و درهم تنیدگی بند ناف ایجاد شود. در موارد بسیار نادر، ممکن است دوقلوهای به هم چسبیده وجود داشته باشد که احتمالاً عملکرد اندام‌های داخلی را مختل می‌کند.

### انتقال از مادر به فرزند
از آنجایی که جنین و روبان عملکرد ایمنی کمی دارند یا اصلاً عملکرد ایمنی ندارند، به عملکرد ایمنی مادر خود بستگی دارند. چندین پاتوژن می‌توانند از جفت عبور کرده و باعث عفونت (پری ناتال) شوند. اغلب میکروارگانیسم‌هایی که باعث ایجاد بیماری جزئی در مادر می‌شوند برای جنین یا جنین در حال رشد بسیار خطرناک هستند. این می‌تواند منجر به سقط خود به خود یا اختلالات رشدی بزرگ شود. برای بسیاری از عفونت‌ها، نوزاد در مراحل خاصی از بارداری بیشتر در معرض خطر است. مشکلات مربوط به عفونت پری ناتال همیشه به‌طور مستقیم قابل توجه نیستند.
اصطلاح کمپلکس TORCH به مجموعه ای از چندین عفونت مختلف اشاره دارد که ممکن است در اثر عفونت ترانس جفتی ایجاد شود:
- T - توکسوپلاسموز
- O - سایر عفونت‌ها (به عنوان مثال پاروویروس B19، کوکساکی ویروس، آبله مرغان، کلامیدیا، HIV, HTLV، سیفلیس، زیکا)
- ر - سرخجه
- ج - سیتومگالوویروس
- H - HSV

نوزادان همچنین می‌توانند در هنگام تولد توسط مادرشان آلوده شوند. در طول تولد، نوزادان در معرض خون مادر و مایعات بدن بدون دخالت مانع جفت و دستگاه تناسلی مادر قرار می‌گیرند. به همین دلیل، میکروارگانیسم‌های منتقل شده از طریق خون (هپاتیت B، HIV)، ارگانیسم‌های مرتبط با بیماری‌های مقاربتی (مانند سوزاک و کلامیدیا)، و جانوران طبیعی دستگاه تناسلی-ادراری (مانند کاندیدا) از جمله مواردی هستند که معمولاً در عفونت مشاهده می‌شوند.

## عوامل خطر عمومی
عوامل افزایش دهنده خطر (برای فرد باردار، جنین یا هر دو) عوارض بارداری فراتر از سطح طبیعی خطر ممکن است در مشخصات پزشکی فرد باردار قبل از باردار شدن یا در طول بارداری وجود داشته باشد. این عوامل از قبل موجود ممکن است به ژنتیک، سلامت جسمی یا روانی فرد، محیط و مسائل اجتماعی یا ترکیبی از آنها مربوط باشد.

### بیولوژیکی
برخی از عوامل خطر بیولوژیکی رایج عبارتند از:
- سن هر یک از والدین
  - والدین نوجوان: مادران جوان در معرض افزایش خطر ابتلا به عوارض خاصی از جمله زایمان زودرس و وزن کم نوزاد هنگام تولد هستند.[۵۰]
  - والدین مسن: با افزایش سن، هم مادر و هم پدر در معرض خطر بیشتری برای عوارض در جنین و در دوران بارداری و زایمان قرار دارند. عوارض برای افراد ۴۵ ساله یا بالاتر شامل افزایش خطر زایمان سزارین اولیه (به عنوان مثال سزارین).[۵۱]
- قد: بارداری در افرادی که قد آنها کمتر از ۱٫۵ متر (۵ فوت) است با بروز بیشتر زایمان زودرس و نوزادان کم وزن مرتبط است. همچنین، این افراد بیشتر احتمال دارد که لگن کوچکی داشته باشند که می‌تواند منجر به عوارضی مانند دیستوشی شانه در هنگام زایمان شود.[۵۲]
- وزن
  - وزن کم: افرادی که وزن قبل از بارداری آنها کمتر از ۴۵٫۵ کیلوگرم (۱۰۰ پوند) است، بیشتر احتمال دارد که نوزادان کم وزن داشته باشند.
  - وزن بالا: افراد چاق احتمال بیشتری دارد که نوزادان بسیار بزرگی داشته باشند که به‌طور بالقوه باعث افزایش مشکلات در زایمان می‌شود. چاقی همچنین شانس ابتلا به دیابت بارداری، فشار خون بالا، پره اکلامپسی، تجربه بارداری پس از ترم و نیاز به زایمان سزارین را افزایش می‌دهد.[۴۹]
- بیماری از قبل موجود در بارداری یا یک بیماری اکتسابی: بیماری و وضعیتی که لزوماً مستقیماً توسط بارداری ایجاد نمی‌شود.
  - دیابت در بارداری
  - لوپوس در بارداری
  - بیماری تیروئید در بارداری
- خطرات ناشی از حاملگی‌های قبلی: احتمال عود عوارضی که در بارداری قبلی تجربه شده‌اند بیشتر است.[۵۳][۵۴]
  - حاملگی‌های چند قلو: افرادی که بیش از پنج بار بارداری قبلی داشته‌اند با خطر زایمان سریع و خونریزی بیش از حد پس از زایمان روبرو هستند.
  - حاملگی چند قلو (داشتن بیش از یک جنین در یک بارداری): این افراد در معرض افزایش خطر جابجایی جفت هستند.[۴۹]

### محیطی
برخی از عوامل خطر محیطی رایج در دوران بارداری عبارتند از:
- قرار گرفتن در معرض سموم محیطی
  - تشعشعات یونیزان[۵۵]
- قرار گرفتن در معرض مواد مخدر
  - اتانول: مصرف در دوران بارداری می‌تواند باعث سندرم الکل جنینی و اختلال طیف الکل جنینی شود.[۵۶]
  - مصرف دخانیات: در دوران بارداری، خطر پارگی زودرس غشاها، جدا شدن جفت و جفت سرراهی را دو برابر افزایش می‌دهد.[۵۷] همچنین احتمال تولد نوزاد نارس را ۳۰ درصد افزایش می‌دهد.[۵۸]
  - قرار گرفتن در معرض کوکائین قبل از تولد: با زایمان زودرس، نقایص مادرزادی و اختلال کمبود توجه مرتبط است.
  - قرار گرفتن در معرض متامفتامین قبل از تولد: می‌تواند باعث زایمان زودرس و ناهنجاری‌های مادرزادی شود.[۵۹] بررسی‌های دیگر نشان داده‌اند که نتایج کوتاه‌مدت نوزادی شامل نقص‌های کوچک در عملکرد عصبی رفتاری نوزاد و محدودیت رشد در مقایسه با نوزادان شاهد است.[۶۰] همچنین، اعتقاد بر این است که استفاده از متامفتامین در دوران بارداری اثرات بلندمدتی از نظر رشد مغز دارد که ممکن است سال‌ها ادامه داشته باشد.[۵۹]
  - حشیش: احتمالاً با اثرات نامطلوب بر روی کودک در مراحل بعدی زندگی همراه است.
- عوامل اجتماعی و اجتماعی-اقتصادی: به‌طور کلی، افراد مجرد و آنهایی که در گروه‌های اجتماعی-اقتصادی پایین‌تر قرار دارند، سطح خطر بیشتری را در بارداری تجربه می‌کنند که حداقل تا حدی به دلیل عدم دسترسی به مراقبت‌های مناسب دوران بارداری است.[۶۱]
- حاملگی ناخواسته: بارداری ناخواسته مانع از مراقبت قبل از بارداری می‌شود و مراقبت‌های دوران بارداری را به تأخیر می‌اندازد. آنها از سایر مراقبت‌های پیشگیرانه جلوگیری می‌کنند، ممکن است برنامه‌های زندگی را مختل کنند و به‌طور متوسط پیامدهای سلامتی و روانی بدتری برای مادر و در صورت تولد فرزند داشته باشند.[۶۲]
- قرار گرفتن در معرض داروهای بارداری:[۴۹] برخی از داروهای ضد افسردگی ممکن است خطر زایمان زودرس را افزایش دهند.[۶۳]

### بارداری پرخطر
برخی از اختلالات و شرایط می‌تواند به این معنی باشد که حاملگی پرخطر در نظر گرفته می‌شود (حدود ۶–۸٪ از بارداری‌ها در ایالات متحده) و در موارد شدید ممکن است منع مصرف داشته باشد. حاملگی‌های پرخطر تمرکز اصلی پزشکان متخصص در پزشکی مادر و جنین است. اختلالات جدی از قبل موجود که می‌تواند توانایی بدنی زن برای زنده ماندن از بارداری را کاهش دهد شامل طیف وسیعی از نقایص مادرزادی است (یعنی شرایطی که خود زن با آن متولد شده‌است، به عنوان مثال، قلب یا اندام‌های تناسلی، که برخی از آنها ذکر شده‌است. بالا) و بیماری‌هایی که در هر زمان از زندگی زن به دست می‌آید.

## لیست عوارض
عوارض مامایی آن دسته از عوارضی هستند که در دوران بارداری ایجاد می‌شوند. یک زن ممکن است دچار عفونت، سندرم یا عارضه‌ای شود که مختص بارداری نیست و ممکن است قبل از بارداری وجود داشته باشد. بارداری اغلب با شرایط قبلی و همزمان پیچیده می‌شود. اگرچه این شرایط از قبل موجود و همزمان ممکن است تأثیر زیادی بر بارداری داشته باشند، اما در لیست زیر گنجانده نشده‌اند.
- افزایش مایع آمنیون
- حاملگی خارج‌رحمی
- ناهنجاری ژنتیکی
- سقط خودبه‌خودی
- اختلال کروموزومی
- هیسترکتومی
- پارگی رحم
- عمل سزارین
- زایمان بریچ
- کوریوآمنیونیت
- جفت سر راهی
- دکولمان جفت
- اکلامپسی
- پره‌اکلامپسی
- فشار خون بالا
- افسردگی پس‌زایمانی
- تب نفاسی
- چندقلوزایی
- دوقلو
- بزرگ برای سن باروری
- محدودیت رشد داخل رحمی
- پارگی زودرس کیسه آب
- زایمان زودرس
- آمبولی مایع آمنیوتیک
- بی‌اختیاری ادرار
- مرگ پیرازایشی
- ناهنجاری‌های جنینی ناشی از الکل
- خونریزی بعد از زایمان
- ورم پستان
- ترومبوز سیاهرگی عمقی
- نشانگان هلپ
- استفراغ تند بارداری
- دیابت بارداری
- بیماری تروفوبلاستیک بارداری
- حمله صرع